# 마커스 로우
마커스 로우 (Marcus Loew, 1870년 5월 7일 ~ 1927년 9월 5일)는 로우스 시네플릭스 엔터테인먼트와 메트로 골드윈 메이어 영화 스튜디오를 형성한 미국의 비지니스 부호이자 영화 산업의 개척자였다.

## 생애와 경력
뉴욕에서 오스트리아와 독일에서 이민을 온 가난한 유대인 집안에서 태어났다. 그는 어린 나이에 일을 하는 데 상황에 의하여 강요되었고, 약간의 정규 교육을 가졌다. 그럼에 불구하고 천한 직업들로부터 모은 돈으로부터 작은 투자와 함께 시작한 그는 페니 아케이드 비지니스로 사들였다. 짧은 후에 아돌프 주커와 다른이들과 협력에서 그는 몇몇의 도시들을 가로질러 아케이드의 체인을 설립한 성공적이나 짦게 지속된 오토매틱 보드빌 회사를 창립하였다. 1904년 회사가 해체된 후, 로우는 니켈로디언들로 비지니스의 주식을 전환하였고, 그 시간에 로우스 극장 (현재 로우스 시네플릭스 엔터테인먼트)을 미국에서 보드빌과 극장들의 지도적인 체인으로 전환시켰다.
1905년까지 로우는 자신이 자신의 극장들을 위한 생산을 위하여 정상적인 흐름을 안정시킨 자신의 소유와 결국적으로 필요로 한 자신의 성공에 있었다. 1904년 그는 다양한 라이브 쇼들은 물론 한 얼레의 영화들을 유리 진열한 극작 피플스 보드빌 회사를 창립하였다. 1910년 회사는 숙고적으로 확장되었고, 로우스 합동 기업으로 다시 이름을 지었다. 그의 제휴자들은 아돌프 주커, 조지프 솅크와 니컬러스 솅크를 포함하였다. 극장들에 추가로 로우와 솅크 형제는 어퍼 맨해튼에서 포트 조지 유원지를 확장시켰다.
1913년까지 로우는 뉴욕에서 아메리칸 뮤직 홀, 애버뉴 A 극장, 애버뉴 B 극장, 브로드웨이 극장 (41번가), 서클 극장과 브루클린에서 컬럼비아 극장을 포함한 큰 수의 극장을 운영하였다. 로우가 운영한 다른 극장들은 딜랜시 스트리트 극장, 그릴리 스퀘어 극장, 헤럴드 스퀘어 극장, 리버티 극장 (브루클린), 링컨 스퀘어 극장, 내셔널 극장 (149번가), 플라자 극장과 요크빌 극장 등이었다. 뉴욕의 외부에 그는 워싱턴 D. C.와 보스턴에 지점을 둔 컬럼비아 극장과 필라델피아의 메트로폴리탄 오페라 하우스를 경영하였다.
로우는 심각한 진퇴양난과 향한 자신을 찾았눈 대 그의 병합된 회사들은 중앙 관리 명령 구조를 부족하게 하였다. 로우는 뉴욕에 남아 로우스 극장을 감시하는 것을 오히려 좋아하였다. 영화 제작은 1913년 이래 남가주를 향하여 중력되어 왔다. 1917년까지 그는 기업들의 다수를 감시하였는 데 보러 극장 회사, 엠프레스 오락 주식회사, 포트조지 오락 회사, 글렌다이브 오락 주식회사, 그릴리 스퀘어 오락 회사, 로우스 합동 기업, 마스코트 오락 회사, 내셔널 오락 회사, 피플스 보더빌 회사이다. 1919년 로우는 "로우스 법인"의 이름 아래 회사를 재결성하였다.
1920년 로우는 메트로 픽처스를 매입하였다. 몇년 후에 그는 극장의 감독 리 슈버트에 의하여 지배되고 재정적으로 위기를 겪은 골드윈 픽처스에서 지배 지분을 얻었다. 골드윈 픽처스는 "레오 더 라이언"과 캘리포니아주 컬버 시티에서 스튜디오를 소유하였다. 그러나 그 창립자 새뮤얼 골드윈 없이 골드윈 스튜디오는 강한 경영을 부족하게 하였다. 로우의 부회장 니컬라스 솅크가 뉴욕에서 큰 동부 해안의 극장 운영들을 경영하는 도움을 주는 데 필요하면서 로우는 새로운 이 로스앤젤레스 존재의 책임을 지는 데 자격 있는 임원을 찾아야 했다.
로우는 그다지 크지 않은 로스앤젤레스 동부에서 성공적인 스튜디오를 운영해 온 루이스 B. 메이어로 불리는 영화 제작자를 만나는 것을 상기하였다. 메이어는 세월의 다수를 위하여 낮은 예산의 멜로드라마들을 난들어 와 그것들을 주로 여성들에게 팔았다. 그가 자신의 설비들의 대부분을 임대하고, 영화 기준에 자신의 스타들의 대부분을 고용한 이래 로우는 메이어의 벽돌과 회반죽 비지니스를 하고 있지 않았으며 그는 메이어와 그의 제작 책임자이자 전 유니버설 픽처스의 지배인 어빙 솔버그를 원하였다. 니컬러스 솅크는 메이어가 스튜디오의 수석, 그리고 솔버그가 제작 책임자로서 1924년 4월 메트로-골드윈 픽처스의 형성에 최후적으로 결과를 가져온 거래를 마무리하는 데 파견되었다.
메이어의 회사는 2개의 주목할 만한 추가와 함께 메드로골드윈으로 들어가 접었는 데 프레드 니블로와 존 M. 스탈 같은 주요 감독들과 메트로 픽처스의 계약들과 후에 솔버그에게 결혼한 세상의 주목을 받고 있는 여배우 노마 시어러였다. 메이어는 결국적으로 회사에 자신의 이름을 추가한 것에 의하여 보상되었다. 로우스 유한 책임 회사는 메트로 골드윈 메이어 (MGM)의 재무관으로 활동하고 10년의 세월들을 위하여 지배 지분을 유지하려고 하였다.
영화 산업의 개발에 자신의 매우 의미있는 공헌으로 인하여 로우는 바인 스트리트 1617 번지의 할리우드 명예의 거리에 스타를 가지고 있다. 오늘까지 로우의 이름은 극장들과 같은 것을 나타낸다.

## 사망
즉시 성공이 있는 동안 로우는 메트로 골드윈 메이어가 되는 세력가를 보는 데 살지 않았다. 3년 후, 1927년 9월 5일 57세의 나이로 뉴욕주 글렌코브에 있는 자신의 시골 저택에서 심근 경색으로 사망하였다. 그의 사망을 보고한 버라이어티는 그를 "사상 전부의 쇼 비지니스의 가장 사랑을 받은 남자"로 불렀다. 그는 브루클린에 있는 메이모니데스 묘지에 안치되었다.

## 개인 생활
로우와 그의 부인 캐리 여사는 쌍둥이 아들 데이비드 L. 로우 (1897 ~ 1973)와 아서 마커스 로우 (1897 ~ 1977)를 두었다. 아서는 아돌프 주커의 딸 밀드레드 주커에게 결혼하였고 메트로 골드윈 메이어의 회장이 되었다. 아서의 아들 아서 로우 주니어 (1925 ~ 1995)는 배우, 제작자와 각본가였다.